# Soňa Norisová

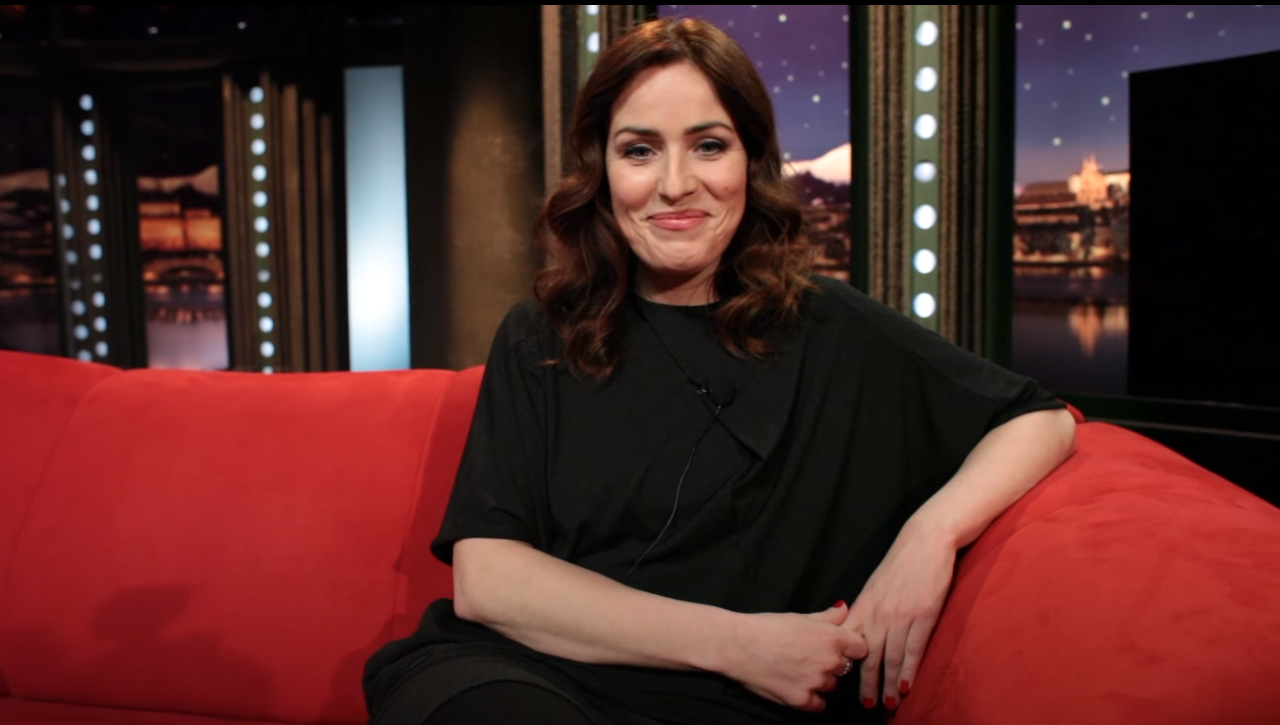
Soňa Norisová im Jahr 2016

Soňa Norisová (* 27. August 1973 in Malacky, Tschechoslowakei) ist eine slowakische Schauspielerin.

## Leben
Soňa Norisová wurde am 27. August 1973 in Malacky, einer Stadt im Westen der heutigen Slowakei, in der Nähe der Grenze zu Österreich, geboren. Sie stammt aus einer Ärzte- und Lehrerfamilie und besuchte das Konservatorium Bratislava. In der slowakischen Hauptstadt gastiert sie an mehreren Theatern. Mitte der 1990er Jahre hatte sie erste Auftritte in Fernsehproduktionen. 2001 spielte sie in dem Film Rebelové an der Seite ihrer fünfeinhalb Jahre jüngeren Schwester Zuzana, 2007 in dem Film Václav. Für ihre Darstellung der Jitka in dem Film Ve stínu erhielt sie eine Nominierung für den slowakischen Filmpreis Slnko v sieti („Sonne im Netz“) als Beste Hauptdarstellerin sowie eine Nominierung für den tschechischen Filmpreis Český lev („Böhmischer Löwe“) als Beste Hauptdarstellerin.

## Filmografie
- 2001: Rebelové
- 2007: Václav
- 2012: Ve stínu